# Responsabilità politica
La responsabilità politica è un concetto giuridico, politico e filosofico in base al quale si determina se un soggetto operante nello Stato ed investito di una carica politica debba o meno rispondere (ed eventualmente a chi) delle scelte politiche compiute.
Responsabilità politica e responsabilità amministrativa sono concetti distinti per il soggetto elettivo  e non cui fanno capo, ma anche per i profili di condotta e le tipologie di sanzioni previste.
Infatti, a seconda dell'ordinamento giuridico di riferimento, un politico in carica potrebbe essere tenuto a rendere conto del proprio operato agli elettori o ad altre istituzioni, ed eventualmente risponderne dinanzi alla magistratura, ad esempio nel caso in cui la sua azione politica muova in direzione di rilevanti mutamenti dell'ordinamento corrente in contrasto con gli orientamenti vigenti.

## Ordinamento italiano
Nel sistema italiano, vige il principio che il politico debba godere della massima indipendenza di fronte a qualsiasi pressione che possa cooptarne l'operato, e a questo scopo l'articolo 68 della Costituzione gli garantisce le cosiddette immunità parlamentari: 
- il primo comma sancisce la prerogativa di irresponsabilità civile, penale e amministrativa per le opinioni espresse nell'esercizio delle funzioni, ed è retroattiva, cioè rimane valida a fine mandato;
- il secondo comma sancisce invece la prerogativa di inviolabilità che stabilisce che nessun parlamentare può essere sottoposto a perquisizione o arrestato senza autorizzazione della camera d'appartenenza, a meno di sentenza giuridica irrevocabile o flagranza di reato.

Tutto ciò esclude la responsabilità giuridica del parlamento in quanto il suo ruolo di rappresentante del popolo italiano non è accostabile al concetto di rappresentanza civile, che ne determinerebbe la possibilità di revoca o di mandato imperativo (esclusa dall'articolo 67). Tuttavia non è esclusa la responsabilità politica del parlamento che dovrebbe garantire almeno nelle grandissime linee la coerenza tra l'azione politica degli organi rappresentativi e gli orientamenti maggioritari degli elettori. In tal senso è da rilevare quella sorta di revoca "intermittente" che i rappresentanti si prestano a subire allorquando si candidano per venire rieletti.

### Presidenza della repubblica
L'unico organo esplicitamente privo di responsabilità politica nella Repubblica Italiana è il Presidente della Repubblica, elemento su cui si fonda la tesi dottrinaria comunemente accettata per la quale egli non ha titolo di ingerenza nella lotta politica.

### Governo italiano
Il governo italiano è responsabile politicamente per le attività compiute nell'esercizio delle sue funzioni di politica generale, indirizzo politico e indirizzo amministrativo. Tale responsabilità politica è fatta valere nell'ambito del parlamento attraverso diversi strumenti:
• il permanente confronto tra governo e parlamento attraverso la figura del ministro per i rapporti con il parlamento
• la funzione di sindacato ispettivo che il parlamento ha nei confronti del governo
• la funzione di indirizzo politico che il parlamento ha nei confronti del governo
• commissioni parlamentari speciali (per esempio: la commissione parlamentare d'inchiesta, art. 82 della Costituzione)
La responsabilità giuridica del governo è fatta valere nei luoghi giurisdizionali. Tale responsabilità è personale ovvero, non riguarda il governo nel suo complesso bensì i suoi singoli ministri.
La responsabilità giuridica è penale, civile e amministrativa. In particolare, la responsabilità penale del Presidente del Consiglio e dei ministri è disciplinata all'art. 96 della Costituzione; Questo articolo è stato frutto di una revisione costituzionale del 1989 che ha ridimensionato la cosiddetta "giustizia politica".
La "giustizia speciale" prevedeva una distinzione tra i reati commessi nell'esercizio delle proprie funzioni (i cosiddetti "reati ministeriale") e tutti gli altri reati. Nel secondo caso infatti il ministro è giudicato come qualsiasi altro cittadino; nel primo caso è invece prevista la suddetta "disciplina speciale" secondo la quale, i ministri potevano essere posti in stato d'accusa dal parlamento in seduta comune di fronte alla Corte Costituzionale.
La revisione costituzionale del 1989 ha restituito alla competenza della magistratura ordinaria il giudizio anche dei "reati ministeriali".
| Controllo di autorità | Thesaurus BNCF 17997 |